# Kriegsdienstverweigerung der Zeugen Jehovas
Neben anderen Religionsgemeinschaften (etwa den Mennoniten, den Quäkern etc.) gelten die Zeugen Jehovas (vor 1931: Bibelforscher) als Kriegsdienstverweigerer.

## Geschichte der Wehrdienstverweigerung der Zeugen Jehovas

### Ringen um die Haltung zum Wehrdienst im Ersten Weltkrieg
Während des Ersten Weltkriegs war die Haltung der Bibelforscher zum Wehrdienst nicht einheitlich. Zunächst wurde empfohlen, einem Einberufungsbefehl nachzukommen, vorzugsweise Sanitätsdienst zu leisten und den Feind nicht zu töten. 1915 wurde Wehrdienstverweigerung als bessere Wahl empfohlen. 1917 sprach sich die Bibelforscherbewegung schließlich klar gegen den Militärdienst aus.
Der Initiator der Bibelforscherbewegung, Charles Taze Russell, hatte Krieg als Unrecht bezeichnet und den Christen (von ihm als „neue Schöpfung“, also neugeboren, bezeichnet) 1904 folgende Haltung vorgegeben:

„Sollte aber eine Neue Schöpfung zum Dienst in der Linie beordert werden, so hätte sie dem Befehl zu gehorchen und anzunehmen, daß der Herr, der dies zugelassen, dadurch irgend etwas Gutes für den Ausgehobenen oder für andere wirken will. Gelingt es in diesem Falle nicht, sich zu den Sanitätstruppen versetzen zu lassen, indem man seine Grundsätze dem zuständigen Beamten kurz mitteilt, so bleibe man in der Linie, aber erinnere sich, daß dem Befehl, einen Nebenmenschen niederzuschießen, Gehorsam nicht geschuldet ist.“

Dementsprechend meldeten sich Bibelforscher nicht freiwillig zum Kriegsdienst. Doch dort, wo zu Beginn des Ersten Weltkriegs Wehrpflicht galt, wie es in Deutschland der Fall war, kamen sie ihr meist nach. „Die Mehrzahl der deutschen Bibelforscher leistete der Einberufung zum Militärdienst Folge.“ Sie standen in einem inneren Konflikt: Sie wollten das Verbot „Du sollst nicht töten“ befolgen, aber auch den Regierungen gehorchen (Römerbrief 13,1). Daher zogen viele die Uniform an, versuchten aber im Kampf in die Luft zu schießen. Relativ wenige verweigerten konsequent. 1915 gab der deutsche Verlag der Bibelforscher (die Wachtturm-Gesellschaft) eigens eine Liederbuchversion für die „Brüder im Felde“ heraus. 1915 zitierte die deutsche Ausgabe des Wachtturm mehrere Bibelforscher namentlich, die sich „im Felde“ befanden. Auch bei Kriegshandlungen Umgekommene wurden namentlich genannt.
Doch im Herbst 1915 überdachte Russell seine früheren Aussagen zum Militärdienst. In dem Artikel „Christian Duty and the War“ im englischen Wachtturm vom 1. September 1915 drückte er seine Besorgnis aus, dass seine früheren Aussagen zu konservativ gewesen wären. Er schrieb, dass Christen, die am Krieg teilnehmen würden, die Lehren Christi kaum richtig verstanden hätten. Es sei besser für einen Christen, als Kriegsdienstverweigerer hingerichtet zu werden, als im Krieg zu fallen. Dementsprechend versuchten in Großbritannien, als dort Anfang 1916 die Wehrpflicht eingeführt wurde, Hunderte Bibelforscher, aus Gewissensgründen Befreiung vom Dienst mit der Waffe oder generell vom Wehrdienst zu erreichen. Viele wurden inhaftiert; einige wurden sogar zum Tod verurteilt, doch wurden diese Urteile zu langjährigen Haftstrafen umgewandelt.
Ab 1915 sind auch in Deutschland die ersten ausdrücklich den Kriegsdienst verweigernden Bibelforscher nachweisbar. So stand im Sommer 1915 ein Rekrut aus Gorbitz vor dem Kriegsgericht, da er als Bibelforscher „aus religiösen Motiven“ weder den Fahneneid leistete, noch eine Waffe anrührte. Ein aus Lübeck stammender Soldat, der im Verlauf des Krieges zum Bibelforscher geworden war, verweigerte 1916 aufgrund seiner religiösen Überzeugung weiteren Wehrdienst und wurde deshalb zu fünf Jahren Festungshaft verurteilt. Die Zeitschrift für die gesamte Neurologie und Psychiatrie beschreibt ein weiteres „Fallbeispiel“: Ein Bibelforscher leistete ab etwa 1915 Kriegsdienst, erklärte aber nach einem Urlaub im Juni 1917 seine Verweigerung.
Die überwiegende Mehrheit der Bibelforscher lebte damals in den Vereinigten Staaten. Als im April 1917 die Vereinigten Staaten in den Ersten Weltkrieg eintraten, sprach sich Joseph Franklin Rutherford, der Präsident der Wachtturm-Gesellschaft, für Kriegsdienstverweigerung aus: „Kein Christ kann Kriegsdienst leisten und dabei ein Christ bleiben.“ Im Juli 1917 wurde auf Initiative von Rutherford das Buch Das Vollendete Geheimnis veröffentlicht, in dem Krieg als Verstoß gegen das neutestamentliche Mordverbot angeprangert wurde: „Krieg ist eine offene Schändung des Christentums.“ Seither lehnen Zeugen Jehovas durchgehend nicht nur den Dienst mit der Waffe ab, sondern auch beispielsweise Sanitätsdienst in der Armee und die Arbeit in Rüstungsfabriken. Rutherford und andere Vorstandsmitglieder der Wachtturm-Gesellschaft wurden daraufhin zu mehrjährigen Haftstrafen wegen Anstiftung zur Verweigerung der Dienstpflicht in der United States Army verurteilt, bald nach Kriegsende aber wieder freigelassen.

### Zweiter Weltkrieg
Während des Zweiten Weltkrieges verweigerten viele Zeugen Jehovas den Kriegsdienst. Die Zeugen Jehovas in Deutschland wurden unter den Nationalsozialisten mit einem Verbot belegt. Ihre Weigerung, sich am Kriegsdienst zu beteiligen, führte zu 260 Hinrichtungen. Einige waren zu dieser Zeit bereits in Zuchthäusern und KZs eingesperrt worden. Neun Zeugen Jehovas aus Elsass-Lothringen wurden vom Deutschen Reich als Wehrdienstverweigerer hingerichtet; einige von ihnen waren zuvor bereits wegen Wehrdienstverweigerung vom französischen Staat inhaftiert worden. Mehr als zwei Drittel der in den Vereinigten Staaten im Zweiten Weltkrieg inhaftierten Wehrdienstverweigerer waren Zeugen Jehovas.

#### Schweiz (während des Zweiten Weltkrieges)
In der Schweiz wurden die Bürger beim Ausbruch des Zweiten Weltkrieges zum Militärdienst einberufen. Auch dort verweigerten Jehovas Zeugen, was in der übrigen Bevölkerung wegen der Gefahr eines Blitzangriffes durch das Deutsche Reich die Ausnahme darstellte und Unverständnis hervorrief. 1940 wurden das Druck- und Bürogebäude in Bern, viele Privatwohnungen und kurz danach auch die von Zeugen Jehovas betriebenen Flüchtlingsheime durchsucht. Die Behörden vermuteten, von zentraler Stelle sei ein Aufruf zur Verweigerung ausgegangen. Dafür fanden sich keine Beweise. Der Kontakt zur Leitung in Brooklyn brach ab. Der Wachtturm durfte nicht mehr gedruckt werden, da Jehovas Zeugen sich weigerten, ihn von außen zensieren zu lassen. Teile der schwedischen Ausgabe wurden in der Schweiz übersetzt und privat mit Schreibmaschinen kopiert und verbreitet, auch nach Deutschland. Die Zeitschrift Trost (später Erwachet!) erschien zwar weiterhin, aber nur noch mit eigenem Material aus der Schweiz und mit Einflussnahme der Zensurbehörden. Gegen Franz Zürcher und Alfred Rütimann, die zur Leitung der Zeugen Jehovas in der Schweiz gehörten, wurde ein Strafverfahren eingeleitet. Zwei Jahre später wurde Zürcher unter anderem wegen „Untergrabung der militärischen Disziplin“ zu zwei Jahren Gefängnis und Rütimann wegen Verweigerung des militärischen Eides zu drei Monaten Gefängnis verurteilt. Beiden wurde über Jahre die bürgerliche Ehrenfähigkeit verwehrt. Das Strafmaß für Zürcher wurde im April 1943 herabgesetzt.
Im Oktober 1943 veröffentlichte die Schweizer Ausgabe von Trost eine Erklärung, in der es u. a. hieß:

„Wir stellen ausdrücklich fest, daß unsere Vereinigung weder gebietet noch empfiehlt, noch sonst in irgendeiner Weise nahelegt, gegen militärische Vorschriften zu handeln. Derartige Fragen werden weder in unseren Versammlungen noch in den von der Vereinigung herausgegebenen Schriften behandelt. Wir beschäftigen uns überhaupt nicht mit solchen Fragen. Wir erblicken unsere Aufgabe darin, für Jehova Gott Zeugnis abzulegen und allen Menschen die biblische Wahrheit zu verkündigen. Hunderte unserer Mitglieder und Glaubensfreunde haben ihre militärischen Pflichten erfüllt und erfüllen sie weiterhin.

Wir haben uns nie angemaßt und werden uns nie anmaßen, in dieser militärischen Pflichterfüllung eine Zuwiderhandlung gegen die Grundsätze und Bestrebungen der Vereinigung Jehovas Zeugen, wie sie in ihren Statuten niedergelegt sind, zu erblicken. Wir bitten alle unsere Mitglieder und Glaubensfreunde, bei der Verkündigung der Botschaft vom Königreiche Gottes (Matthäus 24:14) sich nach wie vor streng auf die Verkündigung der biblischen Wahrheiten zu beschränken und alles zu vermeiden, was Anlaß zu Mißverständnis geben oder gar als Aufforderung zum Ungehorsam gegen militärische Vorschriften mißdeutet werden könnte.“

Später wurde diese Erklärung seitens des Schweizer Büros der Watch Tower Bible and Tract Society of Pennsylvania folgendermaßen gerechtfertigt:

„Als die Lage für das Werk in der Schweiz immer kritischer wurde, (man erwartete ein generelles Verbot), rieten unsere Anwälte, mit einer Erklärung an die Öffentlichkeit zu treten, um diesem Klima der Verleumdungen entgegenzuwirken und darzutun, dass unsere Organisation nicht zum Ziele habe, die Armee zu bekämpfen. Das geschah dann auch durch die besagte ‚Erklärung‘. Sie war sicher gut gemeint und weitgehend auch völlig richtig formuliert, zu einem kleinen Teil leider nicht, weil die Brüder sich etwas zu viel von den Rechtsanwälten beeinflussen ließen, wenn diese es auch sehr gut meinten und bestrebt waren, das dem Werk drohende Verbot abzuwenden.“

Weiter wird in dieser Stellungnahme interpretiert:

„Mit den Hunderten von ‚Mitgliedern und Glaubensfreunden‘, welche die militärischen Pflicht erfüllten, waren natürlich vor allem die interessierten Freunde der Wahrheit gemeint, die in der Frage der Neutralität noch nicht Stellung bezogen hatten.“

Unter dem Präsidenten Nathan Homer Knorr wurden diese Punkte der Erklärung offiziell auf einem Kongress und im dazu veröffentlichten Bericht im Wachtturm vom 15. Januar 1948 widerrufen, „weil sie nicht die Stellung der Gesellschaft dartun und nicht in Harmonie sind mit den christlichen Grundsätzen, wie sie in der Bibel deutlich enthalten sind.“

### Zivildienst
Lange Zeit waren Jehovas Zeugen Totalverweigerer und verweigerten auch zivilen Ersatzdienst:

„Christen sind nicht bereit, einen solchen Dienst zu leisten, […] Der Christ verweigert auch den Zivildienst, der als Ersatz für den Militärdienst gilt. In Wirklichkeit würde er durch diesen Dienst ein Teil der Welt werden, Jesus aber gebot, sich von der Welt getrennt zu halten“

1996 öffnete sich die Religionsgemeinschaft der Zeugen Jehovas gegenüber zivilem Wehrersatzdienst. Zeugen Jehovas, die sich zum Ersatzdienst entschließen, werden seitdem nicht mehr als ausgeschlossen oder ausgetreten betrachtet. In vielen Staaten leisten Jehovas Zeugen seither Zivildienst.

## Wehrdienstverweigerung nach Staaten

### Deutschland
Mit Einführung der Wehrpflicht in der Bundesrepublik Deutschland (kurz BRD, umgangssprachlich Westdeutschland) im Jahr 1956 verweigerten die Zeugen die Ableistung sowohl des Wehrdienstes als auch eines Wehrersatzdienstes. Seit Anfang der 1960er Jahre führte diese Verweigerung regelmäßig zu Gerichtsverfahren und Verurteilungen wegen Verstoßes gegen die Wehrpflicht. Insgesamt wurden über 800 Zeugen Jehovas mitunter mehrfach mit mehrmonatiger Gefängnishaft bestraft.
Aufgrund des zunehmenden Unverständnisses im In- und Ausland wurde 1969 die so genannte Lex Jehova (§ 15 a ZDG) in das Zivildienstgesetz aufgenommen. Ein freiwilliges längerfristiges Arbeitsverhältnis im sozialen Bereich ersparte den Betroffenen die rechtlichen Konsequenzen einer Verweigerung. Die Probleme der Zeugen Jehovas mit der Wehrpflicht in der BRD waren damit grundsätzlich beseitigt (siehe aber).
In der Deutschen Demokratischen Republik (DDR) wurde die Wehrpflicht erst 1962 eingeführt, zunächst ohne die Möglichkeit eines Wehrersatzdienstes. Erst zwei Jahre später wurde ein waffenloser Dienst als Bausoldat bei der Nationalen Volksarmee möglich, ein reiner Zivildienst war dagegen weiterhin nicht vorgesehen. Von den etwa 6000 Wehrpflichtigen, die sich zwischen 1962 und 1989 in der DDR für eine Totalverweigerung jeglichen Dienstes entschieden, waren die meisten Zeugen Jehovas. Mehr als die Hälfte der Verweigerer wurde mit einer Freiheitsstrafe belegt. Üblich war dabei die Verhängung einer Haftstrafe zwischen 18 und 22 Monaten. Ab 1985 gingen die Verurteilungen zwar zurück, aber erst die Wende im Jahr 1989 beendete die Verfolgung von Wehrdienstverweigerern in der DDR endgültig.
1996 revidierte die Leitung der Zeugen Jehovas ihre Position in der Zivildienstfrage grundlegend. Seitdem stand es Jehovas Zeugen frei, den Zivildienst in sozialen Einrichtungen oder im Katastrophenschutz zu leisten. Der damalige Sprecher der Zeugen Jehovas in Deutschland behauptete später, dies wäre durch angeblich veränderte Ministeriumszuständigkeiten in der BRD möglich geworden.
Im Juli 2011 wurden Wehrpflicht und Zivildienst als Wehrersatzpflicht in Deutschland ausgesetzt, womit sich eine Kriegsdienstverweigerung erübrigt hat.

### Armenien
In Armenien war der Wehrdienst obligatorische Bürgerpflicht, und Jehovas Zeugen gerieten wegen ihrer Ablehnung des Wehrdiensts ins Visier der armenischen Behörden. Bis zur Einführung eines echten zivilen Wehrersatzdienstes 2013 wurden mehr als 450 Zeugen Jehovas wegen Wehrdienstverweigerung aus Gewissensgründen verurteilt.
Zwar war Armenien schon im Jahr 2000 von der Generalversammlung des Europarates auferlegt worden, binnen drei Jahren einen Wehrersatzdienst einzuführen. Der daraufhin 2003 eingeführte Zivildienst unterlag jedoch der Dienstaufsicht des Militärs, weshalb er von Jehovas Zeugen verweigert wurde. Die Parlamentarische Versammlung des Europarates forderte Armenien daher 2007 in einer Resolution auf, einen „echten“ zivilen Dienst anzubieten. 2011 verurteilte der EGMR Armenien im Fall Bayatyan gegen Armenien (Vahan Bayatayn war wegen Wehrdienstverweigerung zu 30 Monaten Haft verurteilt worden) wegen Verletzung von Art. 9 EMRK. Der EGMR stellte fest, dass Bayatyans Ablehnung des Wehrdienstes ein Ausdruck seiner Religionsfreiheit und damit vom Schutzbereich des Art. 9 § 1 EMRK erfasst wäre. Der UN-Menschenrechtsausschuss zeigte sich 2012 darüber besorgt, dass Armenien immer noch keinen Wehrersatzdienst rein ziviler Natur garantierte, und dass Wehrdienstverweigerer aus Gewissensgründen, größtenteils Zeugen Jehovas weiter inhaftiert würden. 2013 wurde durch eine Gesetzesnovelle ein 36-monatiger Zivildienst geschaffen, der nicht der Dienstaufsicht des Militärs untersteht.

### Aserbaidschan
Zwischen dem 24. Dezember 2006 und dem 31. Januar 2014 haben Jehovas Zeugen 3 Beschwerden beim Europäischen Gerichtshof für Menschenrechte gegen Aserbaidschan eingelegt.
Die Venedig-Kommission des Europarats hat am 15. Dezember 2014 detaillierte Empfehlungen veröffentlicht, wie das Aserbaidschanische Gesetz über die Religionsfreiheit geändert werden sollte, damit es mit internationalen Standards der Menschenrechte in Einklang kommen würde.

### Belgien
Von den 1950er Jahren bis zur Abschaffung der Wehrpflicht 1994 wurden insgesamt mehrere Tausend belgische Zeugen Jehovas wegen Wehrdienstverweigerung verurteilt, üblicherweise zu zwei Jahren Haft.

### Eritrea
Aufgrund ihrer religiösen Ausrichtung, den Dienst an der Waffe zu verweigern, werden staatsbürgerliche Rechte von Zeugen Jehovas in Eritrea beschnitten. Zeugen Jehovas bieten der eritreischen Regierung an, einen Ersatzdienst ohne Waffe zu leisten. Dies wird, da es keine Alternative zum nationalen Wehrdienst gibt, nicht gewährt. Obwohl Mitglieder anderer Religionsgemeinschaften ebenfalls den Wehrdienst verweigern und auch diese verhaftet werden, ist die Bestrafung der Zeugen Jehovas umfassender, da ihnen dabei staatsbürgerliche Rechte entzogen werden. Unter anderem ist die Strafe für Wehrdienstverweigerung in Eritrea auf maximal 2 Jahre beschränkt. Einige Zeugen Jehovas sind seit mehr als 15 Jahren inhaftiert und wurden zum Teil in Militärgefängnisse verschleppt, ohne Urteil eines regulären Gerichts. Die United States Commission on International Religious Freedom (USCIRF) berichtet im April 2010, etwa ein Drittel der wegen Wehrdienstverweigerung inhaftierten Zeugen Jehovas sei über 60 Jahre alt. Das lässt die Schlussfolgerung zu, diese seien aus religiösen Gründen inhaftiert.
Weiter ist Zeugen Jehovas in Eritrea eine höhere Ausbildung nicht möglich, da Schüler ihr letztes Schuljahr im Sawa Military Training Camp ableisten müssen. Wie das United States Department of State in seinem Bericht zur internationalen Religionsfreiheit 2010 festhielt, sind wirtschaftliche Schwierigkeiten und Probleme bei der Arbeitssuche damit absehbar.

### Italien
Der erste dokumentierte Fall überhaupt, dass ein Wehrdienstverweigerer von einem italienischen Gericht verurteilt wurde, betraf einen Zeugen Jehovas: Remigio Cuminetti wurde 1916 zu 38 Monaten Haft verurteilt. Zeugen Jehovas, die im faschistischen Italien Wehrdienst verweigerten, wurden zu mehrjährigen Haftstrafen verurteilt. In der Zeit von 1945 bis Anfang der 1970er Jahre stellten Zeugen Jehovas 80 Prozent der Wehrdienstverweigerer in Italien. Sie wurden oft nach Verbüßung einer Haftstrafe neuerlich zum Militärdienst einberufen und neuerlich zu Gefängnisstrafen verurteilt; bei manchen von ihnen wiederholte sich das fünf- oder sechsmal, so dass sie auch im Alter von über 30 Jahren noch einberufen und neuerlich eingesperrt wurden. Ab 1972 kam es nicht mehr zu Mehrfachverurteilungen, sondern Zeugen Jehovas wurden als Wehrdienstverweigerer jeweils nur mehr einmalig zu zwölf bis fünfzehn Monaten Haft verurteilt. 1998 wurde ein für Zeugen Jehovas akzeptabler Zivildienst in Italien eingeführt.

### Spanien
Der neunzehnjährige Zeuge Jehovas Antonio Gargallo Mejia wurde im August 1937 wegen Wehrdienstverweigerung hingerichtet. Von den 1950er bis in die 1970er Jahre erhielten Wehrdienstverweigerer in Spanien nach Verbüßen ihrer Haftstrafen immer wieder neue Einberufungsbefehle, so dass sie mehrere Haftstrafen hintereinander absitzen mussten. So verbrachte der Zeuge Jehovas Alberto Contijoch insgesamt mehr als 19 Jahre wegen Wehrdienstverweigerung in Haft. Hunderte Zeugen Jehovas waren deshalb im Gefängnis, viele in Straflagern, beispielsweise in Spanisch-Sahara, wo die Häftlinge grausam misshandelt wurden.

### Türkei
Bis zum Jahr 1994 wurden Zeugen Jehovas in der Türkei für ihr religiöse Glaubenstätigkeit durch staatliche Stellen bestraft. Die Verweigerung des Wehrdienstes zieht nach wie vor Bestrafung nach sich, da es in der Türkei kein Recht auf Kriegsdienstverweigerung gibt. So wurde ein Angehöriger der Zeugen Jehovas insgesamt neunmal wegen Verweigerung des Wehrdienstes durch türkische Gerichte verurteilt.

### Turkmenistan
Obwohl Turkmenistan den Internationalen Pakt über bürgerliche und politische Rechte 1997 ratifiziert hat, worin das Recht auf Kriegsdienstverweigerung nach Artikel 18 als Teil des Rechts auf Gedanken-, Gewissens- und Religionsfreiheit ausgewiesen wird, wurden dort gut ein Dutzend Jehovas Zeugen wegen ihrer Wehrdienstverweigerung zu mehrjährigen Haftstrafen verurteilt. Die Inhaftierungen und Internierungen in dem Arbeitslager in Seydi, Turkmenistan gingen hierbei häufig von dem Stadtgericht in Dashoguz aus. Jedoch wurden auch Entscheidungen durch die Bezirksgerichte in Dashoguz und 'Ruchabad' in Aşgabat bekannt.
Das Recht auf Kriegsdienstverweigerung findet sich darüber hinaus in den Verpflichtungen zur menschlichen Dimension der Organisation für Sicherheit und Zusammenarbeit in Europa (OSZE), wo Turkmenistan am 30. Januar 1992 beigetreten ist. Dennoch musste der UN-Menschenrechtsausschuss am 15. und 16. März 2012 in den Abschließenden Beobachtungen (Concluding Observations) der 104. Sitzung nach einer Diskussion über die Menschenrechtslage in Turkmenistan erklären:

„Der Vertragsstaat sollte alle notwendigen Maßnahmen ergreifen, um die Gesetzgebung so zu ändern, dass eine Alternative zum Militärdienst besteht. Er sollte auch sicherstellen, dass die Gesetze klar definieren, dass Personen das Recht zur Kriegsdienstverweigerung haben. Des Weiteren sollte er jedwede Verfolgung von Personen einstellen, die die Ableistung des Militärdienstes aus Gewissensgründen verweigern und diejenigen Personen freilassen, die derzeit inhaftiert sind.“

Diese Rüge fußt auf der Feststellung des Ausschusses, dass 'eine Reihe von Personen, die den Jehovas Zeugen angehören immer wieder verfolgt und inhaftiert werden, weil sie den Wehrdienst verweigern' (vgl. Diskriminierung und Verfolgung der Zeugen Jehovas).